# Ilkka Herola
Ilkka Herola (ur. 22 czerwca 1995 w Siilinjärvi) – fiński dwuboista klasyczny, srebrny medalista mistrzostw świata, dwukrotny medalista mistrzostw świata juniorów i srebrny medalista igrzysk olimpijskich młodzieży, dwukrotny zwycięzca Letniego Grand Prix.

## Kariera
Po raz pierwszy na arenie międzynarodowej Ilkka Herola pojawił się w lutym 2006 roku podczas olimpijskiego festiwalu młodzieży Europy w Libercu, gdzie wspólnie z kolegami z reprezentacji zdobył brązowy medal w sztafecie. Rok później wywalczył indywidualnie srebrny medal w zawodach metodą Gundersena podczas igrzysk olimpijskich młodzieży w Innsbrucku. W lutym tego samego roku był też drugi w sprincie podczas mistrzostw świata juniorów w Erzurum. Kolejny srebrny medal wywalczył na mistrzostwach świata juniorów w Val di Fiemme, gdzie był drugi w Gundersenie, przegrywając tylko z Austriakiem Philippem Orterem.
W Pucharze Świata zadebiutował 3 marca 2012 roku w Lahti, zajmując 47. miejsce w Gundersenie. Pierwsze pucharowe punkty wywalczył dziewięć miesięcy później, 1 grudnia 2012 roku w Ruce, zajmując 22. miejsce w tej samej konkurencji. Sezon 2012/2013 zakończył na 41. pozycji w klasyfikacji generalnej. Pierwszy raz w czołowej dziesiątce zawodów Pucharu Świata znalazł się 17 stycznia 2014 roku w Seefeld in Tirol, gdzie był dziesiąty w sprincie. Puchar świata sezonu 2013/2014 zakończył na 22 miejscu, a sezonu 2014/2015 na miejscu 17. W drugich zawodach sezonu 2015/2016, 5 grudnia 2015 roku w Lillehammer Herola po raz pierwszy stanął na podium zajmując w Gundersenie trzecie miejsce. W zawodach tych wyprzedzili go tylko Niemiec Fabian Rießle oraz Akito Watabe z Japonii. Kolejne podium wywalczył 20 stycznia 2018 roku w Chaux-Neuve, gdzie ponownie był trzeci. W klasyfikacji generalnej sezonu 2016/2017 był siódmy, a w sezonie 2017/2018 zajął drugie miejsce w nowo wprowadzonej klasyfikacji najlepszego biegacza (w klasyfikacji generalnej był dziesiąty).
W 2013 roku brał udział w mistrzostwach świata w Val di Fiemme, zajmując 8. miejsce w sztafecie, 11 w  sprincie drużynowym, 22. miejsce w Gundersenie na dużym obiekcie oraz 27. miejsce w Gundersenie na obiekcie normalnym. Dwa lata później, na mistrzostwach świata w Falun, był 9. w sztafecie, 4. w sprincie drużynowym, 16 w Gundersenie na dużej skoczni i 23. w Gundersenie na normalnym obiekcie. Podczas mistrzostw świata w Lahti w 2017 roku jego najlepszym wynikiem było piąte miejsce w sztafecie.
W uczestniczył w igrzyskach olimpijskich w Soczi w 2014 roku, na których został sklasyfikowany na 14. miejscu w Gundersenie na dużym obiekcie i 16. pozycji w Gundersenie na obiekcie normalnym. Cztery lata później, podczas igrzysk olimpijskich w Pjongczangu był szósty w sztafecie, ósmy na normalnej skoczni o osiemnasty na skoczni dużej.
W 2019 roku został mistrzem Finlandii w skokach narciarskich.

## Osiągnięcia

### Igrzyska olimpijskie
| Miejsce | Dzień     | Rok  | Miejscowość | Konkurencja           | Wynik zwycięzcy | Strata  | Zwycięzca       |
| ------- | --------- | ---- | ----------- | --------------------- | --------------- | ------- | --------------- |
| 16.     | 12 lutego | 2014 | Soczi       | Gundersen HS106/10 km | 23:50,2         | +1:09,7 | Eric Frenzel    |
| 14.     | 18 lutego | 2014 | Soczi       | Gundersen HS140/10 km | 22:45,5         | +43,7   | Jørgen Gråbak   |
| 8.      | 14 lutego | 2018 | Pjongczang  | Gundersen HS109/10 km | 24:51,4         | +1:05,5 | Eric Frenzel    |
| 18.     | 20 lutego | 2018 | Pjongczang  | Gundersen HS140/10 km | 23:52,5         | +1:53,7 | Johannes Rydzek |
| 6.      | 22 lutego | 2018 | Pjongczang  | Sztafeta HS140/4x5 km | 46:09,8         | +2:30,7 | Niemcy          |
| 6.      | 9 lutego  | 2022 | Zhangjiakou | Gundersen HS106/10 km | 25:07,7         | +25,4   | Vinzenz Geiger  |
| 16.     | 15 lutego | 2022 | Zhangjiakou | Gundersen HS140/10 km | 27:13,3         | +1:44,8 | Jørgen Graabak  |
| 8.      | 17 lutego | 2022 | Zhangjiakou | Sztafeta HS140/4x5 km | 50:45,1         | +2:39,0 | Norwegia        |

### Mistrzostwa świata
| Miejsce | Dzień     | Rok  | Miejscowość      | Konkurencja                     | Wynik zwycięzcy | Strata  | Zwycięzca           |
| ------- | --------- | ---- | ---------------- | ------------------------------- | --------------- | ------- | ------------------- |
| 27.     | 22 lutego | 2013 | Val di Fiemme    | Gundersen HS106/10 km           | 29:13,2         | +1:55,9 | Jason Lamy Chappuis |
| 8.      | 24 lutego | 2013 | Val di Fiemme    | Sztafeta HS106/4x5 km           | 57:34,0         | +3:36,8 | Francja             |
| 22.     | 28 lutego | 2013 | Val di Fiemme    | Gundersen HS134/10 km           | 27:22,8         | +2:39,5 | Eric Frenzel        |
| 11.     | 2 marca   | 2013 | Val di Fiemme    | Sprint drużynowy HS136/2x7,5 km | 35:37,9         | +3:39,6 | Francja             |
| 23.     | 20 lutego | 2015 | Falun            | Gundersen HS100/10 km           | 26:38,9         | +1:45,3 | Johannes Rydzek     |
| 9.      | 22 lutego | 2015 | Falun            | Sztafeta HS100/4x5 km           | 44:20,7         | +4:08,0 | Niemcy              |
| 16.     | 26 lutego | 2015 | Falun            | Gundersen HS134/10 km           | 22:45,8         | +46,0   | Bernhard Gruber     |
| 4.      | 28 lutego | 2015 | Falun            | Sprint drużynowy HS134/2x7,5 km | 38:31,6         | +1:04,2 | Francja             |
| 12.     | 24 lutego | 2017 | Lahti            | Gundersen HS100/10 km           | 26:19,6         | +46,9   | Johannes Rydzek     |
| 5.      | 26 lutego | 2017 | Lahti            | Sztafeta HS100/4x5 km           | 47:57,3         | +1:17,7 | Niemcy              |
| 17.     | 1 marca   | 2017 | Lahti            | Gundersen HS130/10 km           | 26:41,6         | +1:48,6 | Johannes Rydzek     |
| 7.      | 3 marca   | 2017 | Lahti            | Sprint drużynowy HS130/2x7,5 km | 28:45,8         | +1:10,7 | Niemcy              |
| 11.     | 22 lutego | 2019 | Seefeld in Tirol | Gundersen HS130/10 km           | 23:43,0         | +1:09,3 | Eric Frenzel        |
| 7.      | 24 lutego | 2019 | Seefeld in Tirol | Sprint drużynowy HS130/2x7,5 km | 28:29,5         | +2:03,1 | Niemcy              |
| 5.      | 28 lutego | 2019 | Seefeld in Tirol | Gundersen HS109/10 km           | 25:01,3         | +36,4   | Jarl Magnus Riiber  |
| 5.      | 2 marca   | 2019 | Seefeld in Tirol | Sztafeta HS109/4x5 km           | 50:15,5         | +1:09,6 | Norwegia            |
| 2.      | 26 lutego | 2021 | Oberstdorf       | Gundersen HS106/10 km           | 23:01,2         | +0,4    | Jarl Magnus Riiber  |
| 5.      | 28 lutego | 2021 | Oberstdorf       | Sztafeta HS106/4x5 km           | 43:57,7         | +2:38,7 | Norwegia            |
| 6.      | 4 marca   | 2021 | Oberstdorf       | Gundersen HS137/10 km           | 23:11,1         | +1:59,0 | Johannes Lamparter  |
| 5.      | 6 marca   | 2021 | Oberstdorf       | Sprint drużynowy HS137/2x7,5 km | 29:29,7         | +1:42,7 | Austria             |
| 18.     | 25 lutego | 2023 | Planica          | Gundersen HS102/10 km           | 24:36,3         | +1:37,7 | Jarl Magnus Riiber  |
| 6.      | 26 lutego | 2023 | Planica          | Sztafeta mieszana HS102/4x5 km  | 37:38,2         | +3:32,1 | Norwegia            |
| 5.      | 1 marca   | 2023 | Planica          | Sztafeta HS138/4x5 km           | 47:20,4         | +2:00,9 | Norwegia            |
| 9.      | 4 marca   | 2023 | Planica          | Gundersen HS138/10 km           | 23:42,6         | +2:04,4 | Jarl Magnus Riiber  |
| 5.      | 28 lutego | 2025 | Trondheim        | Sztafeta mieszana HS102/4x5 km  | 36:37,5         | +2:48,5 | Norwegia            |
| 12.     | 1 marca   | 2025 | Trondheim        | Kompakt HS102/7,5 km            | 17:13,4         | +30,1   | Jarl Magnus Riiber  |
| 4.      | 7 marca   | 2025 | Trondheim        | Sztafeta HS138/4x5 km           | 50:37,7         | +2:08,7 | Niemcy              |
| 5.      | 8 marca   | 2025 | Trondheim        | Gundersen HS138/10 km           | 24:57,5         | +1:15,4 | Jarl Magnus Riiber  |

### Mistrzostwa świata juniorów
| Miejsce | Dzień       | Rok  | Miejscowość   | Konkurencja           | Wynik zwycięzcy | Strata  | Zwycięzca           |
| ------- | ----------- | ---- | ------------- | --------------------- | --------------- | ------- | ------------------- |
| 19.     | 22 lutego   | 2012 | Erzurum       | Gundersen HS109/10 km | 26:50,8         | +1:11,4 | Mattia Runggaldier  |
| 6.      | 24 lutego   | 2012 | Erzurum       | Sztafeta HS109/4x5 km | 51:16,9         | +2:05,4 | Austria             |
| 2.      | 25 lutego   | 2012 | Erzurum       | Sprint HS109/5 km     | 12:52,9         | +10,2   | Øystein Granbu Lien |
| 4.      | 23 stycznia | 2013 | Liberec       | Gundersen HS100/10 km | 24:51,0         | +23,3   | Manuel Faißt        |
| 4.      | 25 stycznia | 2013 | Liberec       | Sprint HS100/5 km     | 11:49,4         | +26,6   | Manuel Faißt        |
| 5.      | 26 stycznia | 2013 | Liberec       | Sztafeta HS100/4x5 km | 47:46,9         | +1:58,9 | Niemcy              |
| 2.      | 30 stycznia | 2014 | Val di Fiemme | Gundersen HS106/10 km | 29:47,1         | +4,0    | Philipp Orter       |

### Puchar Świata

#### Miejsca w klasyfikacji generalnej
- sezon 2011/2012: niesklasyfikowany
- sezon 2012/2013: 41.
- sezon 2013/2014: 22.
- sezon 2014/2015: 17.
- sezon 2015/2016: 10.
- sezon 2016/2017: 7.
- sezon 2017/2018: 10.
- sezon 2018/2019: 11.
- sezon 2019/2020: 8.
- sezon 2020/2021: 7.
- sezon 2021/2022: 9.
- sezon 2022/2023: 9.
- sezon 2023/2024: 13.
- sezon 2024/2025: 5.

#### Miejsca na podium chronologicznie
| Nr  | Data             | Miejscowość   | Konkurencja             | Wynik zwycięzcy | Pozycja | Strata      | Zwycięzca          |
| --- | ---------------- | ------------- | ----------------------- | --------------- | ------- | ----------- | ------------------ |
| 1.  | 5 grudnia 2015   | Lillehammer   | Gundersen HS138/10 km   | 25:22,4 min     | 3.      | +15,2 s     | Fabian Rießle      |
| 2.  | 20 stycznia 2018 | Chaux-Neuve   | Gundersen HS118/10 km   | 23:59,7 min     | 3.      | +21,5 s     | Jan Schmid         |
| 3.  | 3 lutego 2019    | Klingenthal   | Gundersen HS140/10 km   | 28:42,3 min     | 2.      | +0,5 s      | Jarl Magnus Riiber |
| 4.  | 9 marca 2019     | Oslo          | Gundersen HS134/10 km   | 26:13,8 min     | 2.      | +0,2 s      | Jarl Magnus Riiber |
| 5.  | 22 lutego 2020   | Trondheim     | Gundersen HS138/10 km   | 25:08,9 min     | 3.      | +1:02,4 min | Jarl Magnus Riiber |
| 6.  | 7 marca 2020     | Oslo          | Gundersen HS134/10 km   | 23:59,9 min     | 3.      | +54,8 s     | Jarl Magnus Riiber |
| 7.  | 15 stycznia 2021 | Val di Fiemme | Gundersen HS104/10 km   | 28:56,1 min     | 2.      | +8,4 s      | Jarl Magnus Riiber |
| 8.  | 30 stycznia 2021 | Seefeld       | Gundersen HS109/10 km   | 24:12,3 min     | 3.      | +34,5 s     | Jarl Magnus Riiber |
| 9.  | 31 stycznia 2021 | Seefeld       | Gundersen HS109/15 km   | 37:19,1 min     | 2.      | +1,3 s      | Jarl Magnus Riiber |
| 10. | 18 grudnia 2021  | Ramsau        | Gundersen HS98/10 km    | 24:02,0 min     | 3.      | +31,9 s     | Jarl Magnus Riiber |
| 11. | 7 stycznia 2023  | Otepää        | Start masowy HS97/10 km | 133,8 pkt       | 2.      | -9,7 pkt    | Johannes Lamparter |
| 12. | 21 grudnia 2024  | Ramsau        | Gundersen HS98/10 km    | 24:10,3 min     | 2.      | +1,0 s      | Vinzenz Geiger     |
| 13. | 18 stycznia 2025 | Schonach      | Gundersen HS100/10 km   | 24:21,1 min     | 3.      | +8,2 s      | Jens Lurås Oftebro |
| 14. | 16 marca 2025    | Oslo          | Kompakt HS134/7,5 km    | 17:11,3 min     | 1.      | -           | -                  |
| 15. | 21 marca 2025    | Lahti         | Gundersen HS130/10 km   | 23:59,4 min     | 2.      | +27,4 s     | Johannes Lamparter |

### Puchar Kontynentalny

#### Miejsca w klasyfikacji generalnej
- sezon 2011/2012: 63.
- sezon 2012/2013: nie brał udziału
- sezon 2013/2014: nie brał udziału
- sezon 2014/2015: nie brał udziału
- sezon 2015/2016: 12.

#### Miejsca na podium chronologicznie
| Nr | Data             | Miejscowość | Konkurencja           | Wynik zwycięzcy | Pozycja | Strata | Zwycięzca |
| -- | ---------------- | ----------- | --------------------- | --------------- | ------- | ------ | --------- |
| 1. | 15 stycznia 2016 | Ruka        | Gundersen HS142/10 km | 27:17,8         | 1.      | -      | -         |
| 2. | 16 stycznia 2016 | Ruka        | Gundersen HS142/10 km | 27:41,8         | 1.      | -      | -         |

### Letnie Grand Prix

#### Miejsca w klasyfikacji generalnej
- 2012: 53.
- 2013: 10.
- 2014: 11.
- 2015: 8.
- 2016: 38.
- 2017: (9.)[19]
- 2018: 2. (2.)[20]
- 2019: (13.)[21]
- 2021: 1. (1.)[22]
- 2022: 1. (1.)[23]
- 2023: (13.)[24]
- 2024: (27.)[25]

#### Miejsca na podium chronologicznie
| Nr  | Data             | Miejscowość    | Konkurencja           | Wynik zwycięzcy | Pozycja | Strata | Zwycięzca          |
| --- | ---------------- | -------------- | --------------------- | --------------- | ------- | ------ | ------------------ |
| 1.  | 23 sierpnia 2017 | Tschagguns     | Gundersen HS108/10 km | 23:09,9         | 3.      | +0,8   | Fabian Rießle      |
| 2.  | 22 sierpnia 2018 | Villach        | Gundersen HS98/10 km  | 22:58,1         | 1.      | -      | -                  |
| 3.  | 25 sierpnia 2018 | Oberstdorf     | Gundersen HS137/10 km | 28:03,5         | 3.      | +26,0  | Akito Watabe       |
| 4.  | 1 września 2019  | Oberhof        | Gundersen HS140/10 km | 22:04,7         | 2.      | +3,9   | Antoine Gérard     |
| 5.  | 28 sierpnia 2021 | Oberhof        | Gundersen HS140/10 km | 21:07,6         | 1.      | -      | -                  |
| 6.  | 29 sierpnia 2021 | Oberhof        | Gundersen HS140/10 km | 21:44,7         | 3.      | +3,2   | Johannes Rydzek    |
| 7.  | 1 września 2021  | Oberwiesenthal | Gundersen HS105/10 km | 21:38,3         | 3.      | +12,4  | Vinzenz Geiger     |
| 8.  | 4 września 2021  | Villach        | Gundersen HS98/10 km  | 21:47,9         | 1.      | -      | -                  |
| 9.  | 5 września 2021  | Villach        | Gundersen HS98/10 km  | 22:00,5         | 2.      | +0,3   | Mario Seidl        |
| 10. | 28 sierpnia 2022 | Oberwiesenthal | Gundersen HS105/10 km | 25:18,0         | 1.      | -      | -                  |
| 11. | 3 września 2022  | Tschagguns     | Gundersen HS108/10 km | 22:13,6         | 2.      | +5,3   | Jens Lurås Oftebro |
| 12. | 3 września 2023  | Villach        | Gundersen HS98/10 km  | 21:54,3         | 1.      | -      | -                  |